# حديقة حيوان الطائف
تُعد حديقة الحيوانات من أهم المعالم السياحية في مدينة الطائف، حيث تحتوي الحديقة على مجموعة من الحيوانات بمختلف أنواعها المفترسة منها والأليفة التي تم استيرادها من شتى أنحاء العالم. كما تتضمن الحديقة مرافق خدمية من مطاعم ومقاهي ومواقف للسيارات ودورات مياه، كما تضم قطارًا ينقل الزوار في رحلة شاملة فيها للتعرف على معالمها.

## الافتتاح
تم افتتاح حديقة الحيوانات في الطائف في عام 1982م.

## وصلات خارجية
- حدائق الحيوان حول العالم
- حديقة الحيوان - الموسوعة المعرفية الشاملة[وصلة مكسورة]